# 5134 Ebilson
5134 Ebilson eller 1990 SM2 är en asteroid i huvudbältet som upptäcktes den 17 september 1990 av den amerikanske astronomen Henry E. Holt vid Palomarobservatoriet. Den är uppkallad efter Elisabeth M. Bilson.
Asteroiden har en diameter på ungefär 10 kilometer.